# Алекс Джоунс
Александър Емрик Джоунс (на английски: Alexander Emric Jones) е американски радиоводещ и конспиративен теоретик.
Водещ е на The Alex Jones Show, което се излъчва онлайн и по радиото. Също така е собственик на Infowars.com – сайт за конспиративни теории и фалшиви новини.
Конспиративните му теории засягат значими събития като Атентата в Оклахома Сити, Атентатите от 11 септември, кацането на Луната, стрелбата в училище Санди Хуук и други.
Джоунс открито подкрепя политиката на Доналд Тръмп и е определян като консервативен и крайно десен.
През август 2018 г. страниците и съдържанието му от Facebook, Youtube, Apple, Spotify и Itunes са премахнати и профилите му са изтрити. Обявените от тях причини са нарушаване на общите условия и използване на език на омразата срещу имигранти, мюсюлмани и транссексуални хора